# Acantholyda posticalis
Acantholyda posticalis är en stekelart som först beskrevs av Matsumura 1912.  Acantholyda posticalis ingår i släktet Acantholyda, och familjen spinnarsteklar. Arten är reproducerande i Sverige.